# Byard Lancaster
Byard Lancaster (6 de agosto de 1942 - 23 de agosto de 2012) fue un saxofonista y flautista de jazz.

## Biografía
Asistió a dos colegios, uno de ellos por la música, antes de finalmente tomar la decisión de seguir una educación en el Berklee College of Music, luego de mudarse a Nueva York. En la ciudad, participó en jam sessions que incluía al saxofonista Archie Shepp y el baterista Elvin Jones. En 1965, grabó el álbum Sunny Murray Quintet con el músico del mismo nombre en Nueva York, realizado en el festival Parisian Actuel con él en 1969, y ha seguido trabajando en los grupos de batería a lo largo de su carrera. En la década de 1970, Lancaster había tocado con músicos como McCoy Tyner, Khan Jamal y Sun Ra, así como algunos fuera del lenguaje del jazz, incluyendo Memphis Slim y Johnny Copeland.
Byard Lancaster murió de cáncer de páncreas el 23 de agosto de 2012.

## Discografía

### Como líder
- 1968: It's Not Up To Us (Vortex Records)
- 1971: Live at Macalester College
- 1977: Exodus (Philly Jazz)
- 1979: Documentation: The End of a Decade
- 1988: Lightnin' Strikes!
- 1993: Worlds (Gazell)
- 2001: Philadelphia Spirit in New York
- 2005: A Heavenly Sweetness
- 2008: Useless Education Promo Preview (fONKSQUISh con Byard Lancaster)

### Como sideman
Con Sunny Murray
- Sunny Murray Quintet (1966)[1]

Con Odean Pope
- The Ponderer (Soul Note, 1990)